# Wilhelm Adolf Bollmann
Wilhelm Adolf Bollmann (* 23. September 1905 in Olvenstedt; † 9. August 1991 in Magdeburg) war ein deutscher Agrarwissenschaftler.

## Leben
Bollmann, aus einer in Olvenstedt ansässigen Landwirtsfamilie stammend, besuchte zunächst das Kloster-Gymnasium in Magdeburg. Nachdem er 1924 sein Abitur abgelegt hatte, absolvierte er eine landwirtschaftliche Berufsausbildung. Er studierte an den Universitäten Göttingen und Halle (Saale). 1927/28 war er Landwirtschaftseleve in Marienburg (Westpreußen). 1930 schloss er sein Studium mit einem Diplom der Universität Königsberg ab. 1932 folgte die Promotion.
Er kehrte 1933 zurück in die Region Magdeburg und wurde Taxator einer Versicherungsgesellschaft gegen Hagel. Im Jahr 1939 wurde er zur Wehrmacht eingezogen. Er geriet in Kriegsgefangenschaft, aus der er 1946 zurückkehrte. Bollmann lebte in Olvenstedt in der Helmstedter Straße Nr. 2 und arbeitete ab 1947 im Bereich des Pflanzenschutz in Sachsen-Anhalt. 1951 übernahm er die Leitung der kommunalen Pflanzenschutzstelle der Stadt Magdeburg.
1953 wurde er Abteilungsleiter beim VEB Fahlberg-List in Magdeburg-Südost. Er arbeitete beim Biologischen Institut des Chemieunternehmens, welches sich auch mit der Forschung und Produktion von Mitteln zum Pflanzenschutz und zur Schädlingsbekämpfung beschäftigte. Zu seinen Aufgaben gehörte die praktische Erprobung von Neuentwicklungen. Einem Fachpublikum wurde er vor allem im Bereich der Fortentwicklung der Saatgutbeizung mit Falisan-Präparaten bekannt. Insbesondere die Einführung des Feuchtbeizverfahrens und des Einsatzes von Fumigant in Lagerhäusern sind mit seinem Namen verbunden. 1973 ging er in den Ruhestand und lebte zumindest in den 1980er Jahren in der Dorfstraße 1 in Magdeburg-Olvenstedt.

## Werke
- Untersuchungen über die Verdaulichkeit der Nährstoffe von rohen, gedämpften und gedämpft-eingesäuerten Kartoffeln am Schwein, am Hammel, an der Milchkuh und an Mastochsen, Dissertation, in: Zeitschrift für Tierzüchtung und Züchtungsbiologie. Band 24, 1932, S. 229–357
- Senfblattkäfer (Colaphellus sophiae Schall.) als Rapsschädling im Gebiet des Stadtkreises Magdeburg. In: Nachrichtenblatt für den Deutschen Pflanzenschutzdienst. Neue Folge 5, 1951, S. 235.